# Список произведений Валерия Кикты
Среди сочинений Валерия Григорьевича Кикты 11 балетов, симфонические произведения, оратории и кантаты, инструментальные концерты, хоровые произведения, произведения для органа, арфы, музыка для детей и юношества и другие.

## Балеты
- Золотая пора (1963)
- Данко (1964)
- Посвящение (1975)
- Муха-Цокотуха (1978)
- Дубровский (1984)
- Свет мой, Мария! (1985)
- Легенда Уральских предгорий (1986)
- Святая Олеся (польская колдунья) (1988)
- Откровения (1992)
- Владимир-Креститель (1997)
- Белая кокарда (1995)
- Андрей Рублёв (2016)

Симфонические произведения
- «Украинские колядки, щедривки и веснянки» (1967) Концерт
- «Фрески Св. Софии Киевской» (1972) Концертная симфония
- «Похищение Европы» (по картине В. А. Серова) (1990) Поэма
- «Был у Христа-младенца сад» — вариации на тему П. Чайковского (1989) Концертные вариации
- «Владимир-Креститель» — симфоническая летопись (1991)

## Оратории и кантаты
- Княгиня Ольга (1970)
- Песнь о матери (1973)
- Святой Днепр (1993)
- Свет молчаливых звезд (1999)

## Инструментальные концерты
- Три концерта для фортепиано (1965, 1979, 1986)
- Концерт-новелла для двух фортепиано (1993)
- Три концерта для гобоя (1991, 1996, 2000)
- Концерт для тубы (1974)
- Концерт для тринадцати труб соло (1974)
- Концерт на шотландские темы XVI—XVIII веков для двух арф (2000)
- «Волынские наигрыши» — концерт для четырёх видов флейт (2001)

## Произведения для органа
- Шесть органных сюит
  - «Органные фрески» — 1966
  - «Орфей» — 1968
  - «Преображение» — 1969
  - «Вокализы» — 1971
  - «Маленькие пасторали» — 1986
  - «Карпатские медитации» — 1989
- Украинская пассакалия (1982)
- Из украинской архаики для сопрано и органа (1989)
- Молитва для альтовой флейты и органа (1990)
- Intermezzo (Песнь блаженной ночи) для флейты и органа (2003)
- Из юношеской поэзии Пушкина для тенора и органа (2004)

## Произведения для арфы
- Сюита «Оссиан» (1968)
- Диптих по скульптурам Бурделя (1972)
- Романтические вариации на тему Станислава Людкевича (1976)
- Sonata-lamento (1980)
- Былинные звукоряды (1982)
- Фантазия на темы оперы П. Чайковского «Пиковая дама» (1982)
- У тлеющего камина (1983)
- «Ноктюрн» — трио для арфы, флейты и альта (1979)
- Трио в честь М. Н. Ермоловой для арфы, флейты и альта (1985)
- Гимническая песнь для дуэта арф (1990)
- Пасхальные звукоряды памяти Т. Тауэр (1999)
- «Рассвет на Москва-реке» — концертная версия для арфы Вступления к опере М. Мусоргского «Хованщина» (2000)
- Акафист В. Г. Дуловой для ансамбля арф и ударных (1997)
- Вокализ памяти К. А. Эрдели для сопрано, флейты, женского хора, органа и ансамбля арф (2002)
- Соната для скрипки и арфы (1998)
- Соната для виолончели и арфы (2001)
- Соната для альта и арфы (2001)
- Соната для альта и арфы (2002)
- Мистические гимны Орфея для тенора и арфы (2003)

## Произведения для хора
- Украинские колядки с голоса И. С. Козловского (1970)
- Разбойничьи баллады Закарпатья (1975)
- Хвала мастеру — полифонический концерт для мужского хора (1978)
- Хоровая живопись — концерт для двух мужских хоров (1978)
- Пушкинский диптих (1980)
- Два хора памяти А. Пушкина (1980)
- Закарпатский триптих (1972)
- Тульские песни (1980)
- Куликовский диптих (1979)
- Хоровой диптих (1980)
- Диптих на слова В. Лазарева (2001)
- Божественная литургия св. И. Златоуста (1994)
- Рождественские хоровые фрески (1995)
- Пасхальные распевы Древней Руси (1996)
- Милосердия! Господи! Ты милосерд! Слова Н. Гоголя (2003)
- О ты, последняя любовь! Слова Ф. Тютчева (2004)

## Вокальные произведения
- Плач по потерянному сердцу — вокальный цикл на слова И. Такубоку (1967)
- За гранью темноты — вокальный цикл на слова Я. Кантковской, перевод В. Татаринова (1968)
- Пробуждение — вокальный цикл на слова А. Пушкина (1972)
- Возвращение к Пушкину — вокальный цикл на слова В. Лазарева (1985)
- Чумацкие песни для баса и бандуры (1985)
- Эй, кто в лесу, отзовитесь! — цикл обработок украинских песен для баса и арфы (1985)
- Песни Украины для сопрано и инструментального ансамбля (1984)
- Из древнерусского эпоса — баллады для баса без сопровождения (1985)
- Две украинские колядки для сопрано, органа и ударных (2002)
- Украинская баркарола для тенора, арфы и органа (2005)

## Произведения для оркестра русских народных инструментов
- Диптих по картине В. Васнецова (1973)
- Смоленские кадрили (1975)
- Смоленская рапсодия для скрипки и оркестра (1979)
- Куликовская симфония (1979)
- Былина про Василису Микулишну (1974)
- Славянская поэма (1976)
- Русские миниатюры (1980)
- Русская сюита (1980)
- Шесть романсов на стихи А. Пушкина для тенора с оркестром (1976)
- Белгородский концерт для гобоя с оркестром (1980)

## Камерные инструментальные произведения
- Три сонаты для фортепиано (1967, 1968, 1970)
- Музыка для клавесина (1966)
- Каденция для скрипки соло по скульптуре М. Шандуренко (1970)
- Две сонаты для фагота (1977, 1979)
- Соната для гитары (1981)
- Sonata misterioso для двух гитар (1982)
- Полифонические метаморфозы для гитары (1983)
- Поклонение Яриле для гобоя (1991)
- Гимны грозного Войска Запорожского — соната для литавр (1997)
- Пасторальная соната для гобоя и скрипки (2000)
- Окский триптих для квартета валторн (1999)
- Балтийская элегия для четырёх валторн (2000)
- Пасхальное трио для фортепиано (арфы), гобоя и виолончели (2001)
- Венецианское трио для скрипки, виолончели и арфы (2005)

## Музыка к театральным постановкам и фильмам
- Золотая карета (1971, фильм-спектакль)
- Василиса Микулишна (1973, мультфильм)
- Последний шанс (1975)
- Гармония (1978)
- В лесах под Ковелем (1983)
- Шоколадный бунт (1990)

## Фильмы-балеты
- «Дубровский» (1985)
- «Откровения» (1992)
- «Маменька» (2003)

## Музыка для детей и юношества
- Березовый рожок — альбом пьес в двух тетрадях (1972, 1980)
- Гусли звончатые (1987)
- Веселый колокольчик (1985)
- Земляничка-ягодка (1989)
- Возьми эту песню с собой (1975)